# Dimbakljus

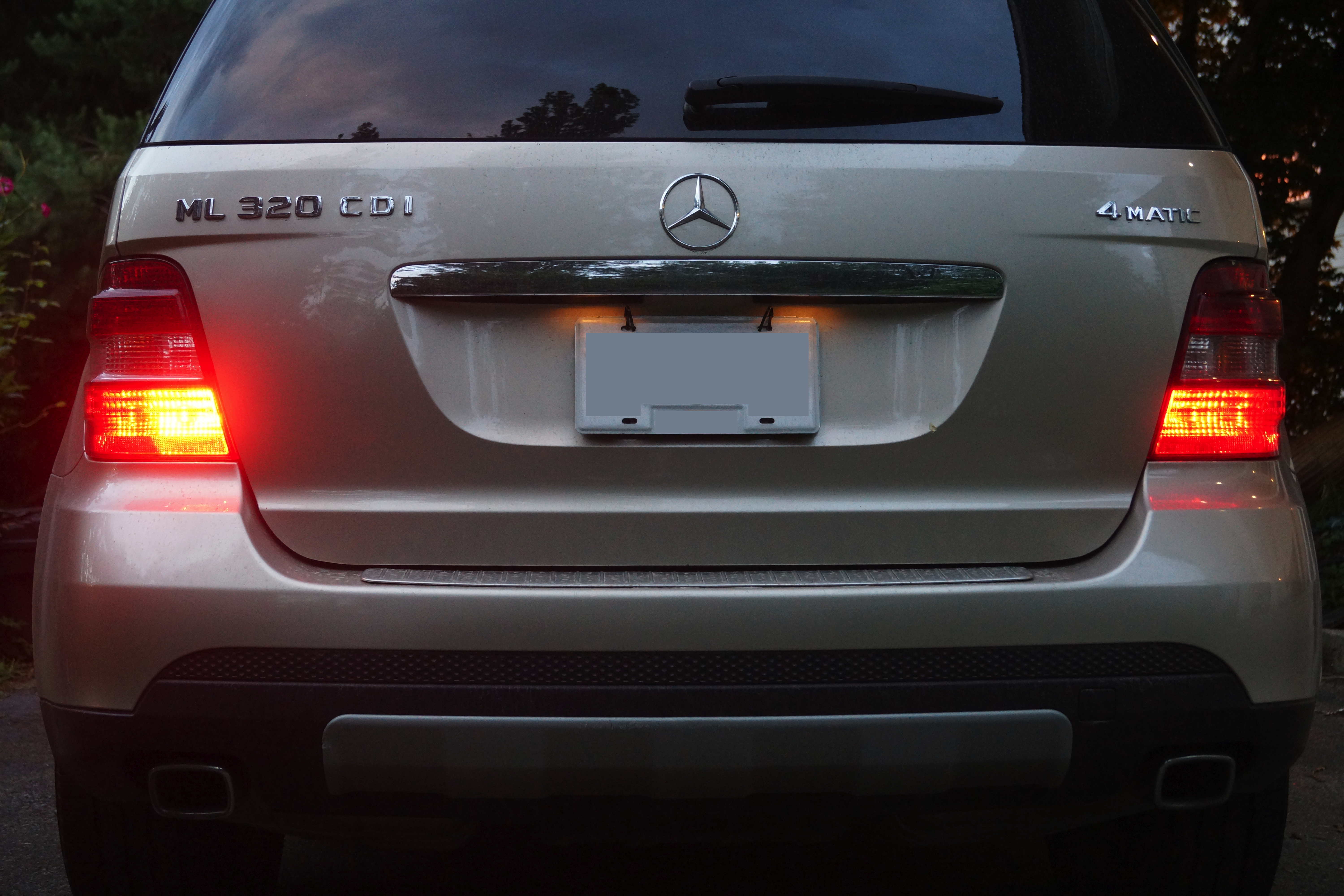
Dimbakljuset sitter till vänster på denna Mercedes-Benz M-klass.

ISO-symbol för dimbakljus, som används på strömbrytaren vid förarplatsen i bilen.

Dimbakljus kallas det bakre dimljuset på ett fordon. De är ett eller två, varierar på olika fordon, starka (vanligen 21 watt) lampor som sitter antingen i bakljuset eller bakom ett separat rött glas, monterat på annat ställe på fordonets bakdel. Detta tänds med en strömbrytare på fordonets instrumentpanel. Vanligtvis tänds en lampa på instrumentpanelen när dimbakljuset är aktiverat för att upplysa föraren om detta faktum. 
Dimbakljusen får användas endast vid dimma, kraftig nederbörd eller liknande förhållanden. Kraftig nederbörd ska nog tolkas som kraftigt snöfall, då ljusen reflekteras i regn och bländar andra trafikanter. Om man misstänker att sikten är så nedsatt att bakomvarande fordon kan ha problem att se det egna fordonet i god tid ska dimbakljuset användas. När det bakomvarande fordonet kommer ifatt det egna fordonet så pass att inga siktproblem föreligger ska dimbakljuset släckas, för att tändas på nytt när det bakomvarande fordonet eventuellt har kört förbi. Detta gäller även om man själv kör förbi ett annat fordon. Grundregeln är att man inte får blända andra trafikanter.

## Svenska regler för dimbakljus
I Sverige är dimbakljus ej obligatorisk utrustning. Om ett fordon har dimbakljus, måste dock en kontrollampa för detta finnas.
Nedan ett utdrag ur trafikförordningen (1998:1276) 3 kap. Bestämmelser för trafik med fordon: 
67 § Lyktor och strålkastare får inte användas på sådant sätt att andra förare kan bländas.
72 § Vid färd på väg får dimbakljus användas endast i dimma, vid kraftig nederbörd eller under därmed jämförliga siktförhållanden och på sådant sätt att förare av bakomvarande fordon inte bländas.